# ジャパニーズロウレゾキャラメルタウン
「ジャパニーズロウレゾキャラメルタウン」は、2006年2月にリリースされた彩冷えるの通算8枚目のシングルである。発売元はSPEEDDISK。

## 解説
- A TypeにはジャパニーズロウレゾキャラメルタウンのPVを収録したDVD付き。
- 両タイプそれぞれ10000枚限定発売。

## 収録曲

### Type-A
1. ジャパニーズロウレゾキャラメルタウン
(作詞 / 作曲：涼平)
2. みみずく
(作詞 / 作曲：涼平)

### Type-B
1. ジャパニーズロウレゾキャラメルタウン
2. みみずく
3. 「スキマノホシ」
(作詞 / 作曲：葵)